# Barry Winchell
Barry Winchell (31 de agosto de 1977 – 6 de julho de  1999) era um soldado aspirante da infantaria nas forças armadas Americanas assassinado por um colega de farda, Calvin Glover, se tornando fonte de debate a respeito da política de "Don't ask, don't tell" que obriga militares homossexuais e bissexuais a esconder a sua orientação sexual.

## Vida e assassinato
Nascido no Missouri, Winchell se alistou no exército em 1997 e foi transferido para Fort Campbell, Kentucky em 1998. Como recruta em internato, ele foi designado para uma unidade de infantaria do exercito. Enquanto estava em Fort Campbell, ele recebeu uma carta  Dear John letter (nome dado nos Estados Unidos para uma carta escrita para um marido ou namorado, na qual a pessoa termina o relacionamento, geralmente por ter encontrado um novo companheiro) da sua namorada do ensino médio. Winchell depois acompanhou seu colega de quarto Justin Fisher, e outros soldados em uma excursão noturna pelos bares de Nashville. Em 1999, Fisher e outros levaram Winchell para um clube de Nashville chamado The Connection, que até então apresentava shows ao vivo de pessoas transgênero. Lá, Winchell conheceu a show-girl transgênero Calpernia Addams. Os dois começaram a namorar.
Fisher começou a espalhar rumores a respeito do namoro no Ft. Campbell, local onde ambos serviam. Em seguida, Winchell se tornou alvo de perseguição dos colegas, coisa que os superiores não fizeram nada para impedir.
A perseguição foi continua até o feriado de 4 de julho, quando Winchell e o companheiro Calvin Glover, brigaram após Winchell acusar Glover de ser uma fraude. Os dois haviam bebido naquele dia. Glover perdeu para Winchell na briga, e  Fisher depois perseguiu Glover dizendo que ele havia apanhado de "'uma merda de bicha' que era  Winchell". Fisher e Winchell tinham sua própria história de agressões e brigas quando colegas de quarto na Ft. Campbell. Fisher continuou a perseguir Glover. Horas depois, Glover pegou um bastão de beisebol do armário de Fisher e bateu com ele na cabeça de Winchell enquanto ele dormia em uma sala compartilhada por ele e Fisher nas primeiras horas do dia 5 de julho de 1999. Winchell morreu dos ferimentos na cabeça no dia 6 de julho no Vanderbilt University Medical Center. Glover foi condenado por assassinar Winchell; Fisher foi condenado também por participação e por obstruir o andamento das investigações, sendo ambos encarcerados na United States Disciplinary Barracks, uma prisão militar. As acusações de assassinato contra Fisher foram retiradas e ele foi condenado à 12.5 anos após se declarar culpado, tendo seu pedido de perdão negado em 2003. Em agosto de 2006 foi liberado para ficar numa prisão domiciliar, sendo libertado em outubro. Glover segue em prisão perpétua.

## Debate
O assassinato de Winchell levou o presidente Bill Clinton rever a política de "Don't ask, don't tell", política essa que teve atuação significante no assassinato de Winchell por Calvin Glover. A Servicemembers Legal Defense Network era uma acusadora proeminente de como a política era implantada, e exigia saber quem, entre os oficiais dentro da base, permitiram a evolução das hostilidades. A revisão da política incluiu uma cláusula de “Don’t Harass” (não perseguição) no texto final.
Os pais de Winchell, Wally e Patricia Kutteles, além de muitos outros, continuaram a pressionar uma revisão do programa "Don't ask, don't tell". Apesar da campanha dos Kutteleses e dos grupos ativistas LGBT, o General Comandante de Fort Campbell, na época do assassinato, Robert T. Clark, se recusou a tomar responsabilidade pelo clima anti-gay no Fort Campbell sob o seu comando. Após ser exonerado, ele foi indicado e teve a promoção aprovada para Tenente General em 5 de dezembro de 2003.
O tenente General Timothy Maude, todavia, visitou Patricia Kutteles. Ele era um problema para o exército em relação com os militares  gays no exercito norte-americano, e era muito apreciado pelos ativistas LGBT e por C. Dixon Osburn, diretor executivo do Director of Servicemembers Legal Defense Network.  Maude morreu nos ataques de 11 de setembro.
Um filme de 2003 chamado Soldier's Girl, foi feito baseado no assassinato de Winchell e nos eventos anteriores que levaram à barbárie. Winchell foi interpretado por Troy Garity. O filme recebeu o Peabody Award e diversos Emmys e indicações ao Globo de Ouro.